# Vasile Păun
Vasile Păun (n. 9 februarie 1850 – d. 1 martie 1908) a fost scriitor, poet, editor, profesor și director de liceu, editorialist, critic și teoretician literar român, din perioada imediată de după realizarea Micii Uniri.

## Biografie
Născut în București, a urmat gimnaziul (la școala secundară a colegiului național Gheorghe Lazăr) și liceul (la colegiul național Sfântul Sava) în orașul natal, București. A lucrat pentru scurt timp ca funcționar guvernamental, iar apoi a absolvit Facultatea de Literatură și Filosofie a Universității din București. În 1877, a început să predea limbile română și latină la gimnaziul Cantemir Vodă, devenind director al școlii în 1878. În 1879, este angajat să predea la Sfântul Sava.
Numit „preceptor principal” al principelui Ferdinand, moștenitor al tronului României, Păun a petrecut câțiva ani alături de principe în Germania, unde, profitând de situația oferită, și-a continuat studiile. Din 1890 a fost profesor la Liceul Gheorghe Lazăr, unde a fost director între 1892 și 1903.

## Operă

### Literatură
A debutat literar, în 1868, cu Umbra lui Mihai, o poezie în trei „cânte,” apărută în Albina Pindului de Grigore H. Grandea, la care a continuat să contribuie, uneori sub pseudonimele Basiliu Dimitrescu și Vasile Demetrescu. Împreună cu Anghel Demetrescu, un alt profesor de prestigiu, a aparținut Orientului, societate literară organizată în jurul Grandei, și, prin care, a făcut cunoștință cu Mihai Eminescu. Până în 1870, acesta din urmă făcea apel la Iacob Negruzzi, în numele „prietenului său descurajat” - Păun, ale cărui poezii fuseseră refuzate de Negruzzi pentru a fi publicatee în Convorbiri Literare. Alte reviste la care a depus poezii, precum și proză, critică și recenzii literare includ Traian, Columna lui Traian, Foaia Societății „Românismul”, Foaia Societății „Renașterea”, Povestitorul, România Literară și Românul literar.
Prima sa carte publicată a fost Odă la resbel din 1877.

### Critică și teorie literară
După 1890, interesele lui Păun s-au îndepărtat – oarecumva, diversificându-se - de poezie, de critică, precum și de teoria literară și a artei. A publicat schița biografică Ferdinand de Hohenzolern (1889), apoi Catastrofa Nibelungilor, care se dorea „o analiză critică literară” (1896), Ficțiune, imagine și comparație, Studiu comparativ de literatură poetică (1896), Sihastrul. Poveste poetică (1896) și studiul mult mai larg și mai ambițios, Înrudirea poeziei cu celelalte arte frumoase (muzica, pictura, plastica și arhitectura) (1898).

### Editor, redactor-șef
A scris pentru Vatra și pentru Literatură și artă română, editate de prietenul său N. Petrașcu. Din 1897 până în 1899, a fost redactor-șef la Revista societății „Tinerimea română”, și a coeditat Apărarea națională, unde a semnat uneori ca Davus sau Pavo Zorilă. Până în anul morții, a scris săptămânal o rubrica de recenzii, „Note și reflexiuni”, în Secolul.